# Gaston Paris

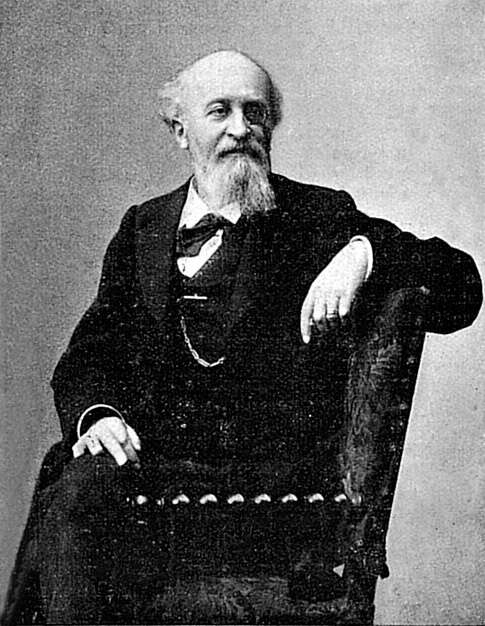
Gaston Paris

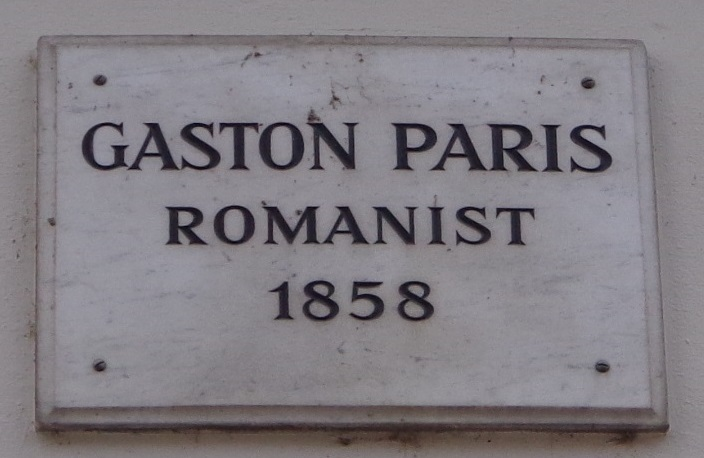
Göttinger Gedenktafel für Gaston Paris (Paulinerstraße 4)

Bruno Paulin Gaston Paris (* 9. August 1839 in Avenay-Val-d’Or, Département Marne; † 5. März 1903 in Cannes, Département Alpes-Maritimes) war ein französischer Philologe.

## Leben und Werk
Gaston Paris war der Sohn des Schriftstellers und Philologen Paulin Paris. Er studierte u. a. in Bonn bei Friedrich Diez romanische Philologie und war seit 1872 Professor für französische Sprache und Literatur am Collège de France in Paris. Er war auf vielen Gebieten tätig, widmete sich aber vor allem der französischen Literatur des Mittelalters und etablierte die romanische Philologie als eigenständige Disziplin in Frankreich, indem er die von Karl Lachmann entwickelte philologische Methode auf die Edition altfranzösischer und altprovenzalischer Texte übertrug. Hier stand er in regem Austausch mit dem Schweizer Romanisten Adolf Tobler, den er in seiner Bonner Studienzeit kennengelernt hatte.
Er verfasste eine Grammaire historique de la langue française (1868), in der er sich auch gegen die sprachpuristischen Tendenzen in der französischen Grammatikographie wandte. Paris begründete die französische fächerübergreifende Rezensionszeitschrift Revue critique d'histoire et de littérature (1866–1935) und die Fachzeitschrift für Romanistik Romania (1872–). Seit 1876 war er Mitglied der Académie des Inscriptions et Belles-Lettres.
Seit 1882 war er auswärtiges Mitglied der Königlich Dänischen Akademie der Wissenschaften. 1890 wurde er korrespondierendes Mitglied der Russischen Akademie der Wissenschaften und 1895 auswärtiges Mitglied der Königlich Niederländischen Akademie der Wissenschaften (KNAW) sowie der Académie royale des Sciences, des Lettres et des Beaux-Arts de Belgique. 1901 wurde Paris in die American Academy of Arts and Sciences gewählt.

## Ehrungen
- August 1902 Orden Pour le Mérite (verliehen durch Kaiser Wilhelm II.)